# Michele Pesenti
Michele Pesenti (Finale Ligure, 29 luglio 1990) è un pallanuotista italiano, attaccante della Rari Nantes Savona.
Cresciuto nelle giovanili della Rari Nantes Savona a partire dalla stagione 1998-1999, nel 2003 e 2004 ottenne il Trofeo de Angelis per la Rappresentativa Ligure. Il suo primo esordio in Nazionale Giovanile risale al luglio 2004. Nel 2004 vinse lo scudetto Allievi e la Medaglia d'oro nella Comen Junior Cup under 16, oltre a esordire in Serie A1 con il club savonese, dove è restato fino alla stagione 2008-2009.
Nella stagione 2009-2010 milita nella Pallanuoto Bergamo dove segna 51 gol vincendo la classifica marcatori del campionato di serie A2 , per poi passare alla Società Sportiva Nervi nella stagione 2010-2011 dove segna gol pesanti e conquista la salvezza. Nella stagione 2011-12 gioca al Circolo Canottieri Ortigia e conquista un'altra salvezza. Nella stagione 2012-2013 si mette in mostra nella President Bologna sfiorando i playoffs e segnando 35 gol stagionali. Nella stagione 2014/15 partecipa alla "Caporetto" sportiva dell'Albaro Nervi ma nonostante l'inevitabile retrocessione mostra di valere la serie A. Dalla stagione 2014-2015 alla stagione 2015-2016 la sua carriera riparte dalla Rari Nantes Savona che raggiunge i Playoffs in entrambe le annate pur faticando a livello europeo. Nella stagione 2016-2017 porta i suoi talenti alla Telimar Palermo con cui raggiunge un deludente quinto posto nel girone sud di A2 segnando 26 reti nonostante alcuni problemi fisici che ne limitano le prestazioni.
La stagione 2017-18 milita nella Rari Nantes Arenzano ma sfortunatamente è costretto a terminare anzi tempo la stagione per un grave infortunio alla spalla.
Chiude la carriera nella stagione 2018-19 giocando nella Rari Nantes Sori.